# Letiště Vágar
Letiště Vágar (IATA: FAE, ICAO: EKVG) je jediné letiště na Faerských ostrovech. Leží na ostrově Vágar, asi 1,5 km východně od města Sørvágur a méně než 1 km západně od jezera Sørvágsvatn. Bylo postaveno Brity v období 2. světové války. Zdejší vzletová a přistávací dráha je asfaltová, její délka je 1250 m.
Z tohoto letiště létají k roku 2020 aerolinky Atlantic Airways a Scandinavian Airlines.

## Externí odkazy

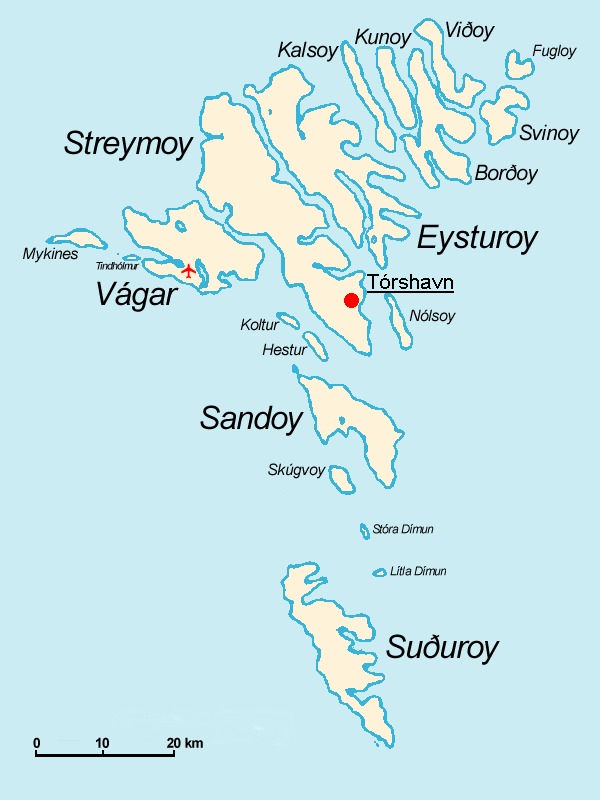
Letiště Vágar na mapě Faerských ostrovů